# Vita örns orden (Serbien)

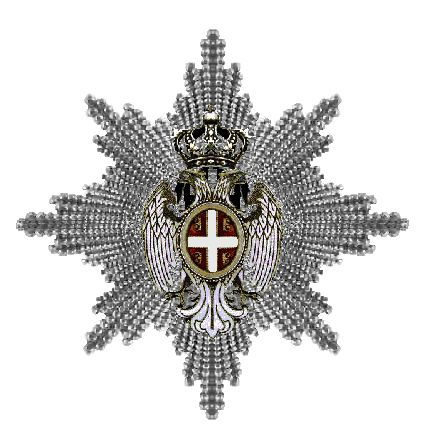
Vita örns orden.

Vita örns orden var en orden i fem klasser instiftad den 23 januari 1883 av kung Milan I av Serbien. Ordenstecknet utgjordes av serbiska riksvapnet. Den instiftades samtidigt som Sankt Savaorden och tilldelades serbiska och jugoslaviska medborgare för prestationer i fred eller krig, eller för särskilda förtjänster till kronan, staten och nationen. Orden upphörde att utdelas 1945 i och med slutet av monarkin.